# A Vizinha do Lado
A Vizinha do Lado é um filme de comédia português de 1945 dirigido por António Lopes Ribeiro e baseado numa peça de André Brun de 1913.

## Sinopse
O professor de moral Plácido Mesquita vem a Lisboa visitar o seu sobrinho Eduardo para o resgatar de uma vida condenável de maus vícios e encontra-o dividido entre a paixão pela sua vizinha do lado, a jovem Mariana, e a relação amorosa que mantém com Isabel Moreira, artista de variedades arrojada e muito determinada. O vizinho Saraiva e o porteiro Jerónimo contribuem para a confusão que se instala no prédio e contagia o professor, que vê o objectivo da sua viagem ser radicalmente alterado.

## Elenco
O filme contou com o seguinte elenco:
- Nascimento Fernandes - Plácido Mesquita
- Lucília Simões - D. Adelaide
- António Vilar - Eduardo
- Madalena Sotto - Isabel
- Carmen Dolores - Mariana
- António Silva - Sr. Saraiva
- Ribeirinho - Jerónimo
- Hortense Luz - Maria
- Emília de Oliveira - D. Gertrudes
- Amélia Figueiroa - Joaquina
- Maria de Lourdes - Laurentina